# 농서초등학교 성혜분교
농서초등학교 성혜분교는 대한민국 울산광역시 북구 시례동에 위치했던 분교로, 1998년에 폐교하였다.

## 현황
- 지역 : 울산광역시 북구 시례동 292-3
- 추진유형 : 분교장폐지
- 자료보유기관 : 울산광역시 강북교육지원청
- 추진일 : 1998년